# Lourdes Ventura
Lourdes Ventura (Palencia, 1956) es una crítica literaria, ensayista y novelista española.

## Reseña biográfica
Lourdes Fernández-Ventura Álvarez nació en Palencia en 1956, donde su padre, José Fernández-Ventura (casado con Carmen Álvarez Polo) había comenzado su carrera como notario en Saldaña. Lourdes estudió Ciencias de la Información en Navarra y Madrid. También estudió en el extranjero (Estados Unidos, Francia e Inglaterra) donde vivió casi un lustro. Crítica literaria y periodista cultural, sus ensayos se sumergen en el nuevo hedonismo femenino.
Lectora voraz desde niña, Fernández-Ventura se hizo existencialista a los catorce años: había leído ya a Camus, Jean Paul Sartre y a Beauvoir. Cuando llegó la hora de decidir sus estudios universitarios optó por Ciencias de la Información, para ser periodista y poder desarrollar así su pasión por la escritura. No había terminado sus estudios y con diecinueve años empezó a publicar en la prensa, comenzando en la sección de Cultura de Diario 16 con entrevistas a grandes escritores. Pero tardó bastante en decidirse a publicar su primera novela, homenaje a las escritoras inglesas. Desde siempre, mostró un gran interés por la literatura escrita por mujeres.
Su primera novela, Fuera de temporada, refleja precisamente la familiaridad de la autora con los universos narrativos que pusieron en marcha la sensibilidad contemporánea. Donde nadie nos encuentre evoca el París de la Belle époque a través de los recuerdos de su protagonista Lerroux, un perdedor alojado en la ciudad de los sinsabores, de la que lo arranca el deslumbramiento de Gina, una mujer fascinante. Casa de amantes se centra, con sentido del humor, en la sexualidad femenina, partiendo de los amores clandestinos y turbulentos de una casada, una indagación del lenguaje corporal que escruta los códigos de la seducción y de la sensualidad con magistral pericia. El poeta sin párpados es su novela más ambiciosa. A partir de la pesquisa de una pasión clandestina entre Elisa del Castillo y Gustavo Adolfo Bécquer, cuya huella descubre la adolescente que curiosea viejos cuadernos familiares, la autora traza un friso fascinante del Madrid romántico y de la efervescencia que provocan las palabras con las que se construye el universo del amor. Asimismo Lourdes Fernández-Ventura participaría, junto con otras cuatro importantes escritoras contemporáneas, en el libro colectivo 5 x 2 = 9, que aborda la violencia de género desde una perspectiva narrativa y documental. 
En su ensayo La tiranía de la belleza (Plaza & Janés), Lourdes Ventura aborda esa obligación para la mujer de estar siempre bella que hace que el hedonismo se convierta en tiranía recordando cómo ese ideal de perfección se fue apoderando de la conciencia hasta alcanzar proporciones desorbitadas: "Para algunas mujeres que en los ochenta habían accedido al mundo laboral y disfrutaban de la euforia de un consumismo lúdico (...), la sociedad posmoderna ofrecía la posibilidad de doblegar la naturaleza y abolir el paso del tiempo. El cuerpo se había convertido en objeto de culto. La preocupación por la salud, por los adelgazantes, los cuidados cosméticos, los deportes, las transformaciones mediante cirugía y otras manipulaciones corporales respondían a un hedonismo generalizado".
Lourdes Fernández-Ventura es una incisiva estudiosa de la literatura escrita por mujeres; mediante conferencias, charlas, artículos, prólogos, etcétera, ha abordado la obra y la figura de autoras como Virginia Woolf, Marguerite Duras, Marguerite Yourcenar, Colette, Margaret Atwood, Jane Austen, Sylvia Plath, las hermanas Brontë, Doris Lessing, Rosa Chacel...
Su padre, José Fernández-Ventura, casado con Carmen Álvarez Polo, fue un destacado notario, ante el que, por ejemplo, firmó la venta de la isla de Cortegada el conde de Barcelona Juan de Borbón en 1979. José Fernández-Ventura se crio desde niño con su prima Marina Romero García pues esta abandonó a muy temprana edad su pueblo natal, Corrales del Vino (Zamora), para irse a vivir con sus tíos a Palencia. Marina Romero García estaba casada con el conocido profesor mercantil Agustín del Corral Llamas, hijo del ilustre matemático José del Corral y Herrero, profesor respetado y querido como pocos en la ciudad de Palencia.
Su abuelo y su bisabuelo maternos, llamados los dos Ramiro Álvarez, fueron conocidos periodistas palentinos. Su bisabuelo Ramiro Álvarez González, además de alcalde de Palencia, fue el fundador de El Progreso de Castilla, uno de los periódicos más progresistas de la provincia de Palencia y de ideología republicana.